# Espai Anti-de Sitter

L'espai snti-de Sitter tridimensional és com una pila de discos hiperbòlics, cadascun representant l'estat de l'univers en un moment determinat.

En matemàtiques i física, l'espai anti-de Sitter n-dimensional (AdSn) és una varietat Lorentziana màximament simètrica amb una curvatura escalar negativa constant. L'espai anti-de Sitter i l'espai de Sitter reben el nom de Willem de Sitter (1872–1934), professor d'astronomia a la Universitat de Leiden i director de l'Observatori de Leiden. Willem de Sitter i Albert Einstein van treballar junts a Leiden durant la dècada de 1920 sobre l'estructura espai-temps de l'univers. Paul Dirac va ser la primera persona a explorar amb rigor l'espai l'anti-de Sitter, fent-ho el 1963.
Les varietats de curvatura constant són més familiars en el cas de dues dimensions, on el pla el·líptic o superfície d'una esfera és una superfície de curvatura positiva constant, un pla pla (és a dir, euclidià ) és una superfície de curvatura zero constant i un pla hiperbòlic, és una superfície de curvatura negativa constant.
La teoria general de la relativitat d'Einstein situa l'espai i el temps en peu d'igualtat, de manera que es considera la geometria d'un espai-temps unificat en lloc de considerar l'espai i el temps per separat. Els casos d'espai-temps de curvatura constant són espai de Sitter (positiu), espai Minkowski (zero) i espai anti-de Sitter (negatiu). Com a tals, són solucions exactes de les equacions de camp d'Einstein per a un univers buit amb una constant cosmològica positiva, zero o negativa, respectivament.
L'espai anti-de Sitter es generalitza a qualsevol nombre de dimensions de l'espai. En dimensions superiors, és més conegut pel seu paper en la correspondència AdS/CFT, que suggereix que és possible descriure una força en mecànica quàntica (com l'electromagnetisme, la força feble o la força forta) en un nombre determinat de dimensions (per exemple quatre) amb una teoria de cordes on les cordes existeixen en un espai anti-de Sitter, amb una dimensió addicional (no compacta).

## Definició i propietats

Imatge de (1 + 1) -dimensional de l'espai anti-de Sitter incrustat en un espai dimensional pla (1 + 2). Els eixos t_{1} i t_{2} es troben en el pla de simetria de rotació, i l'eix x_{1} és normal a aquest pla. La superfície incrustada conté corbes tancades semblants al temps que envolten l'eix x_{1}, tot i que aquestes es poden eliminar "desenrotllant" la incrustació (més precisament, agafant la coberta universal).

Tant com els espais esfèrics i hiperbòlics es poden visualitzar mitjançant una incrustació isomètrica en un espai pla d'una dimensió superior (com l'esfera i la pseudosfera respectivament), l'espai anti-de sitter es pot visualitzar com l'anàleg lorentzian d'una esfera en un espai d'una dimensió addicional. La dimensió addicional és temporal. En aquest article adoptem la convenció que la mètrica en una direcció temporal és negativa.
L'espai anti-de Sitter de signatura (p, q) es pot incrustar isomètricament a l'espai {\displaystyle \mathbb {R} ^{p,q+1}} amb coordenades (x1, ..., xp, t1, ..., tq+1) i la mètrica
{\displaystyle ds^{2}=\sum _{i=1}^{p}dx_{i}^{2}-\sum _{j=1}^{q+1}dt_{j}^{2}}
com la quasi-esfera
{\displaystyle \sum _{i=1}^{p}x_{i}^{2}-\sum _{j=1}^{q+1}t_{j}^{2}=-\alpha ^{2},}
on {\displaystyle \alpha } és una constant diferent de zero amb dimensions de longitud (el radi de curvatura). Es tracta d'una esfera (generalitzada) en el sentit que és una col·lecció de punts per als quals la "distància" (determinada per la forma quadràtica) des de l'origen és constant, però visualment és un hiperboloide, com a la imatge mostrada.
La mètrica sobre l'espai anti-de Sitter és l'induït per la mètrica ambiental. No és degenerat i, en el cas de q = 1 té signatura lorentziana.
Quan q = 0, aquesta construcció dóna un espai hiperbòlic estàndard. La resta de la discussió s'aplica quan q ≥ 1.